# Tokoname (Aichi)
Tokoname (常滑市 Tokoname-shi?) es una ciudad que se encuentra al sur de la Prefectura de Aichi, Japón. Se ubica al oeste de la península de Chita, que separa la bahía de Ise con la bahía de Mikawa.
Según datos del 2010, la ciudad tiene una población estimada de 54.717 habitantes y una densidad de 984 personas por km². El área total es de 55,63 km².
La ciudad fue fundada el 1 de abril de 1954, tras la fusión de los pueblos de Tokoname, Onizaki, Nishiura, Ōno y la villa de Miwa. Posteriormente en 1957 absorbe el pueblo de Kosugaya.
En 2005 se inauguró el Aeropuerto Internacional Chūbu Centrair, ubicado en una isla artificial en la bahía de Ise. También la ciudad es conocida por su cerámica del estilo Tokoname-yaki. 

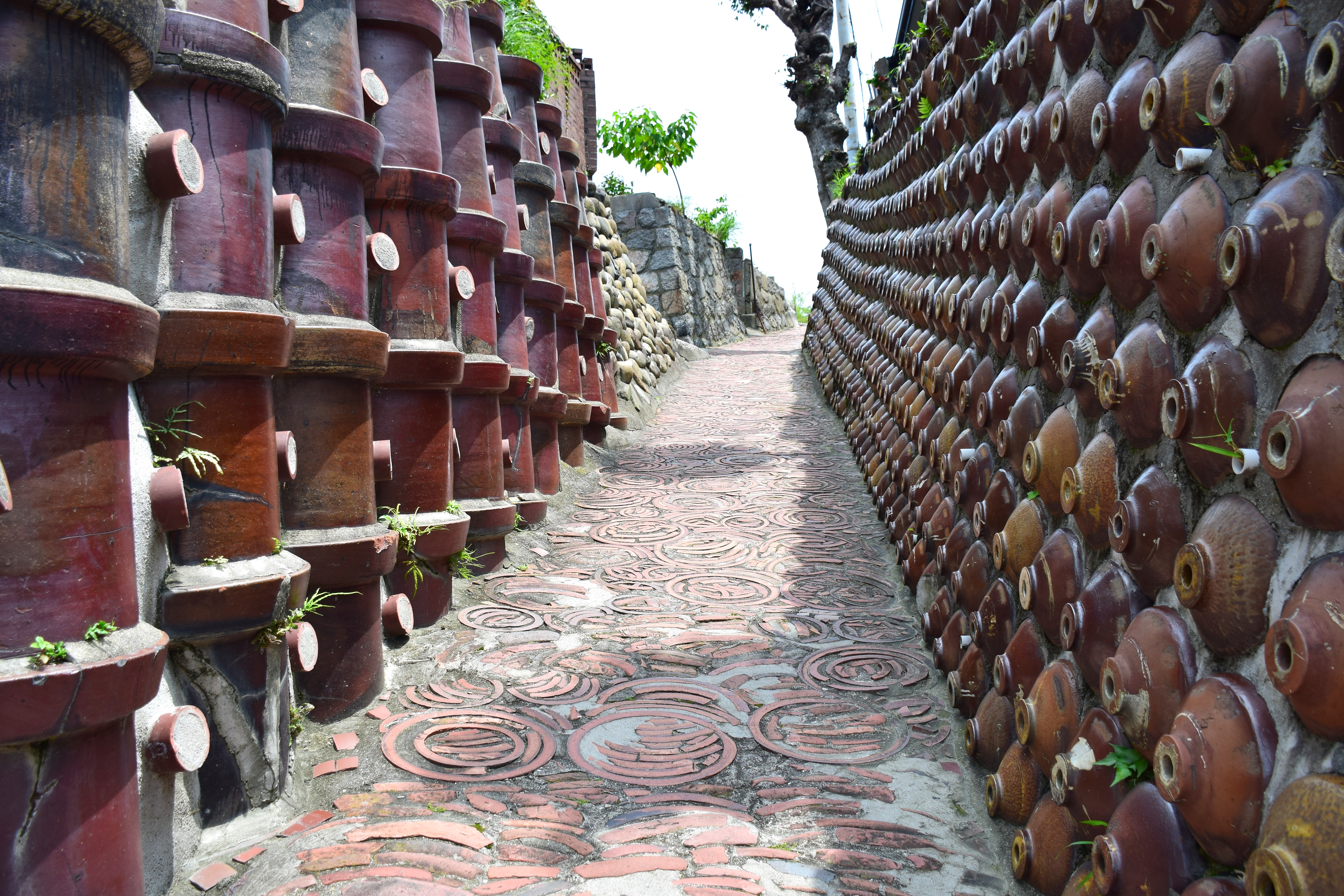
Pasadizo con paredes adornadas con cerámica Tokonome-yaki

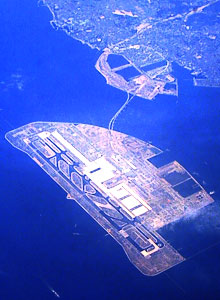
Aeropuerto Internacional Chūbu Centrair.